# فرانك بارنز (لاعب كرة قاعدة أمريكي)
فرانك بارنز (بالإنجليزية: Frank Barnes)‏ هو لاعب كرة قاعدة أمريكي، ولد في 9 يناير 1900 في دالاس في الولايات المتحدة، وتوفي في 27 سبتمبر 1967 في هيوستن في الولايات المتحدة.

## وصلات خارجية
- فرانك بارنز (لاعب كرة قاعدة أمريكي) على موقعبيزبول رفرنس.كوم (الدوري الرئيسي) (الإنجليزية)
- فرانك بارنز (لاعب كرة قاعدة أمريكي) على موقعبيزبول رفرنس.كوم (الدوري الثانوي) (الإنجليزية)
- فرانك بارنز (لاعب كرة قاعدة أمريكي) على موقع مشجعي الرسوم البيانية (الإنجليزية)